# مسجد جامع علوی
مسجد جامع علوی مربوط به پهلوی اول است و در شهرستان تربت جام، شهر تربت جام - ابتدای خ میر قوام الدین واقع شده و این اثر در تاریخ ۱۶ اسفند ۱۳۸۴ با شمارهٔ ثبت ۱۴۳۱۹ به‌عنوان یکی از آثار ملی ایران به ثبت رسیده‌است.